# Pasquale Nessa
Pasquale Nessa (Martina Franca, 3 febbraio 1960) è un politico italiano.

## Biografia
Sposato, ha due figlie.
Il 2 marzo 2011 aderisce al gruppo parlamentare a sostegno della maggioranza di governo Coesione Nazionale.